# Pedres de Callanish

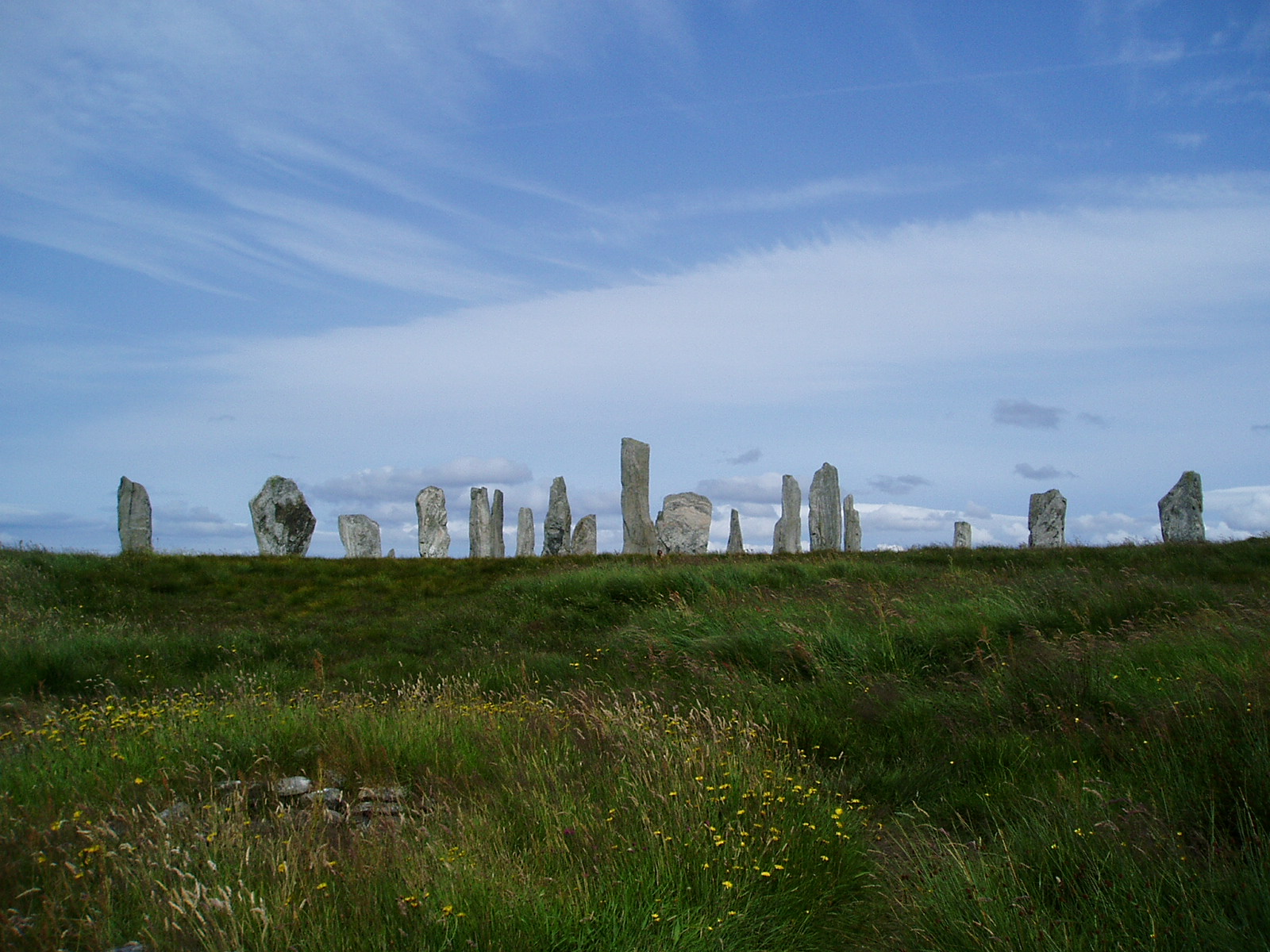
Vista des de la distància del monument i part de l'avinguda nord.

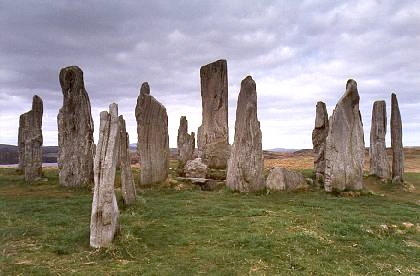
Les Pedres de Callanish (Callanish I).

Les Pedres de Callanish (o Callanish I), el nom de les quals en gaèlic seria Clachan Chalanais o Tursachan Chalanais, són un conjunt de menhirs aixecats en època prehistòrica. Estan situades a la rodalia de la població de Callanish (en gaèlic: Calanais) a la costa oest de la illa de Lewis, a les illes Hèbrides Exteriors d'Escòcia.

## Construcció i descripció
Els vestigis del jaciment més antics estan datats entre el 2900 i el 2600 aC, encara que possiblement hi hagués construccions precedents abans del 3000 aC. Una tomba va ser construïda dins del recinte amb posterioritat. Les restes provinents de la destrucció de la tomba suggereixen que el lloc va quedar en desús entre el 2000 aC i el 1700 aC.
Els 13 monòlits principals conformen un cromlec d'uns 13 m de diàmetre, amb una llarga avinguda d'accés flanquejada per pedres en el seu costat nord, i files més curtes de pedres pels seus costats est, sud i oest. La disposició general en planta del monument recorda la forma d'una creu cèltica una mica distorsionada. L'altura de cadascun dels monòlits oscil·la ens 1 m i 5 m, amb una mitjana de 4 m, i estan realitzats en roca de gneis d'origen local, de la pròpia illa de Lewis.

## Interpretació

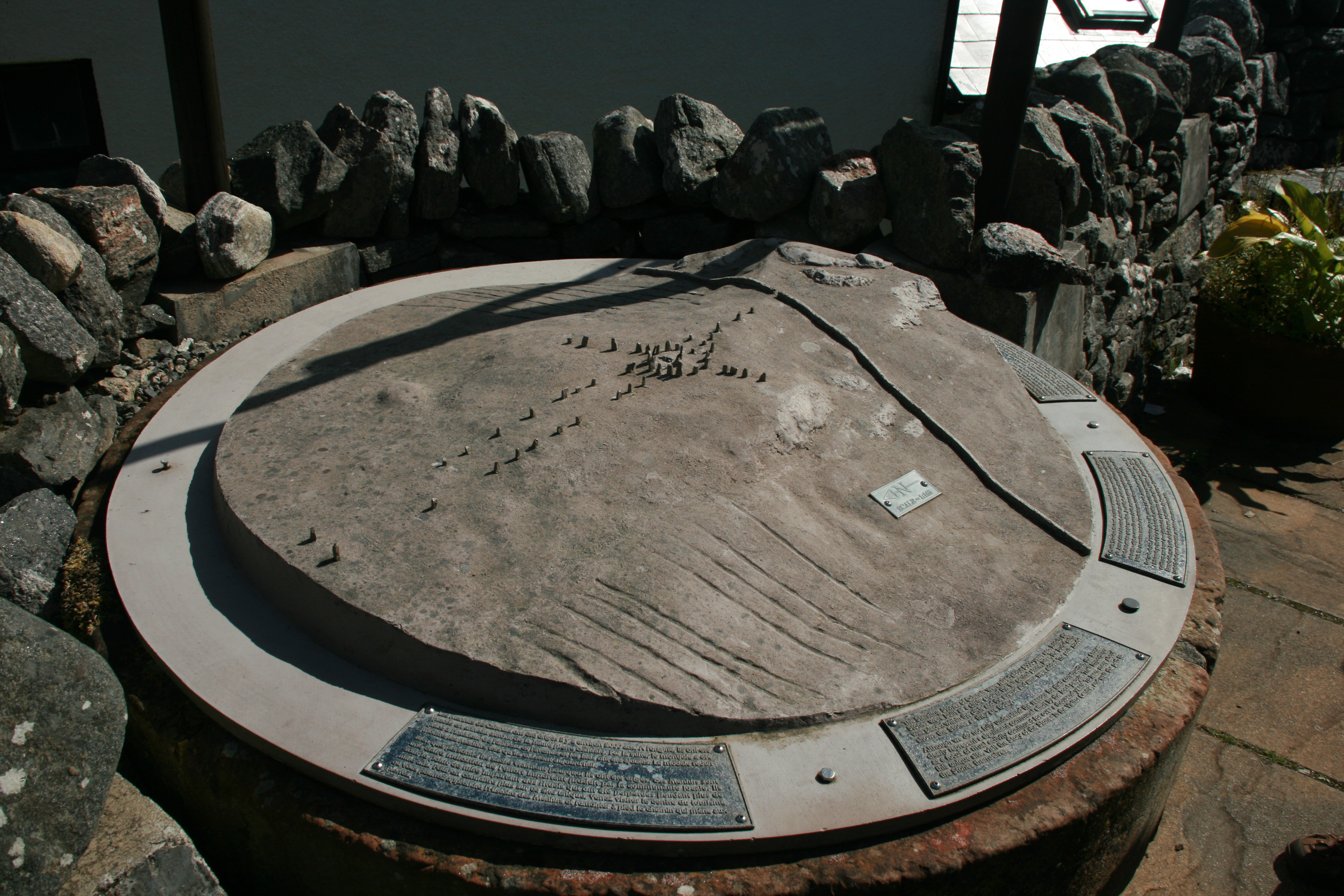
Reconstrucció tiflològica de Callanish I al centre d'interpretació.

La primera referència escrita als monòlits va ser la de John Morisone, nadiu de Lewis, qui en 1680 va escriure que «grans pedres posades en peus en files […] havien estat col·locades per a la devoció».
El més alt dels monòlits assenyala l'entrada a un enterrament cobert amb un monticle de pedres (cairn) en el qual s'han descobert restes humanes. Una campanya d'excavacions els anys 1980 i 1981 va mostrar que la cambra mortuòria era una addició posterior al monument, i que havia sofert modificacions en diverses ocasions.
Les troballes de ceràmica suggereixen una datació del 2200 aC per a l'erecció del cercle.
S'ha especulat, entre altres teories, amb la que les pedres formen un sistema de calendari basat en les fases lunars. El professor Alexander Thom ha suggerit que l'alineació de l'avinguda de pedres (mirant cap al sud) assenyalava cap al punt d'ocàs de la lluna en el solstici d'estiu, per darrere d'una muntanya distant anomenada Clisham.
Els crítics d'aquestes teories argumenten que poden existir diversos alineaments per pur atzar en tota estructura d'aquest tipus. Addicionalment, diversos factors com l'efecte de les inclemències del temps i els desplaçaments soferts per les pedres al llarg dels segles, fan que no es puguin establir amb certesa tals alineaments, tant si van anar originalment així com en qualsevol altre cas.

## Pedres de Callanish en el folklore i cultura popular

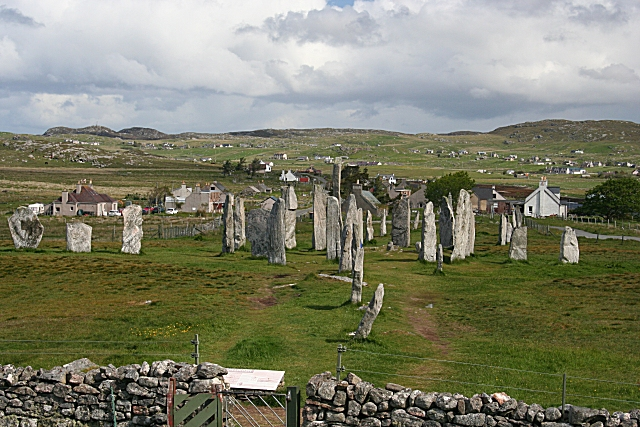
Vista de les pedres des d'una petita elevació.

La tradició local assegura que els gegants que van habitar l'illa es van negar a convertir-se al cristianisme per Sant Kieran i van ser convertits en pedra com a càstig. Una altra creença local sosté que, a la sortida del sol en el solstici d'estiu, «El que Brilla» recorria caminant l'avinguda de pedres, sent la seva arribada anunciada pel cant del cucut. Aquesta llegenda podria ser un vestigi en el folklore del significat astronòmic de les pedres.
L'any 1974, l'escultor Gerald Laing va crear una obra anomenada Callanish pel campus de la Universitat de Strathclyde al centre de Glasgow. Va crear 16 peces abstractes d'acer disposades sobre el sòl amb la intenció d'imitar la configuració de les pedres veritables. L'escultura es coneix popularment com Steelhenge (steel = acer).
Les pedres apareixen com un escenari de la novel·la de 1974 Lookout Cartridge de l'autor nord-americà Joseph McElroy.
L'any 1984, el grup musical del moviment Nous Romàntics Ultravox va utilitzar una imatge de les pedres per a la portada del seu àlbum Lament. També van usar l'emplaçament per a l'enregistrament del vídeo del tema One Small Day, primer single extret de l'àlbum.
L'any 1988 el músic Jon Mark va realitzar un CD, The Standing Stones of Callanish, que intentava evocar el llegat cèltic britànic.
El grup holandès, de death metall melòdic, Callenish Circle  va prendre el seu nom de les pedres, modificant lleument la seva ortografia.
La pel·lícula d'animació de 2012 Brave de Pixar inclou diverses escenes ambientades entorn del monument.

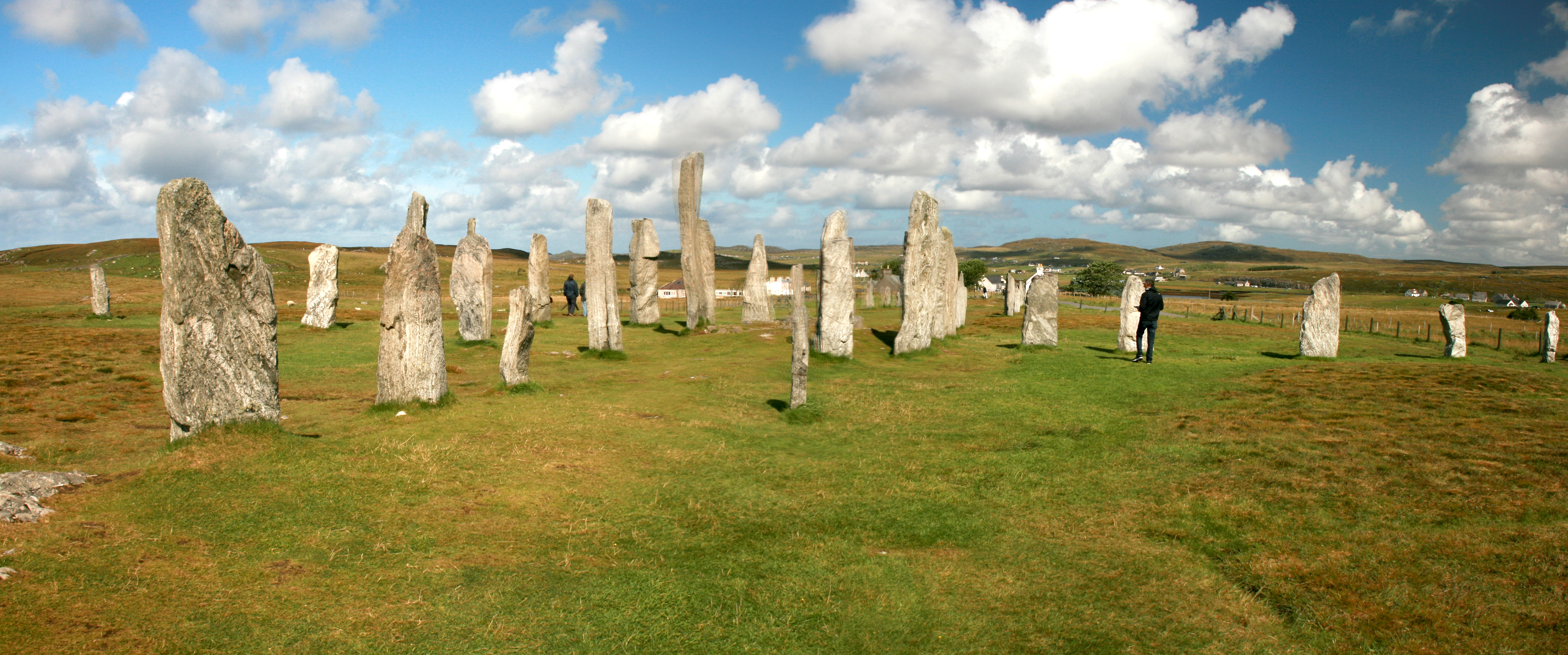
Panoràmica.

## Altres llocs propers
Els arqueòlegs habitualment es refereixen al monument principal de la zona com Callanish I, ja que existeixen molts altres llocs megalítics en les rodalies:
- "Cnoc Ceann a' Ghàraidh" (Callanish II) – cromlec;
- "Cnoc Filibhir Bheag" (Callanish III) – cromlec;
- "Ceann Hulavig" (Callanish IV) – cromlec;
- "Àirigh nam Bidearan" (Callanish V) – alineament de pedres;
- "Cùl a' Chleit" (Callanish VI) – cromlec;
- "Cnoc Dubh" (Callanish VII) – antic assentament (shieling, tipus de refugi, habitual a Escòcia, de pedra utilitzat mentre es cuidava el bestiar en les pastures d'estiu);
- "Tursachan" (Callanish VIII) – únic monument semicircular, en la vora del penya-segat a la molt propera illa de Great Bernera;
- "Àird A' Chaolais" (Callanish VIIIa) - menhir;
- "Àirigh Nam Bidearan" (Callanish IX) - pedres;
- "Na Dromannan" ("Druim Nan Eun") (Callanish X);
- "Beinn Bheag" (Callanish XI) - menhir; pedres; cairns;
- "Stonefield" (Callanish XII) - menhir;
- "Sgeir Nan Each" (Callanish XIII) - agrupament de pedres;
- "Cnoc Sgeir Na h-Uidhe" (Callanish XIV W) - agrupament de pedres;
- "Cnoc Sgeir Na h-Uidhe" (Callanish XIV i) - pedres;
- "Àirigh Mhaoldonuich" (Callanish XV) - menhir;
- "Cliacabhadh" (Callanish XVI) - menhir; pedres;
- "Druim Na h-Aon Choich" (Callanish XVII) - menhir (possible);
- "Loch Crogach" (Callanish XVIII) - menhir (possible);
- "Buaile Chruaidh" (Callanish XIX) - menhir (possible);
- Hi ha molts altres llocs en les rodalies, no tots ells ara visibles. Hi havia, per exemple, un cercle de fusta mitjà quilòmetre al sud del loch Roag.